# Ogunlola Olubunmi
Ogunlola Omowumi Olubunmi é uma política nigeriana do estado de Ekiti, na Nigéria. Ela nasceu em 19 de julho de 1965. Ela representa o círculo eleitoral federal de Ijero/Ekiti Ocidental/Efon na Câmara dos Representantes.